# ネットゲーム90 蓬萊学園の冒険!
ネットゲーム90 蓬萊学園の冒険!（ネットゲーム90 ほうらいがくえんのぼうけん）とは、有限会社遊演体が1990年1月から1991年1月にかけて行っていたプレイバイメールである。
本稿では、これを皮切りとするメディアミックス作品群についても併せて扱う。

## 概要
生徒数10万人を越える超巨大学園「蓬萊学園」の生徒となり、一年間を過ごすプレイバイメール。グランドマスターは柳川房彦が務めた。日本では2番目に行われた商業プレイバイメールであり、遊演体とプレイバイメールの知名度を一気に上昇させた作品である。
ストーリーの軸になったのは「90年動乱」と呼ばれる学内政権のクーデター話であるのだが、オーパーツや地球空洞説などのオカルトな要素がそれに絡み、学園ドラマというよりも学園を舞台にした軍事もの/伝奇アクションものの様相を見せた。このようなストーリー展開と舞台設定は当時としては特異なものであり、コアなゲーマー層には当時から注目されていたが、プレイバイメール終了後に出版された小説やテーブルトークRPGが話題となり、プレイバイメールのゲーマー以外にも「蓬萊学園」は知られるようになっていった。
公式のメインイラストレーターは中村博文が担当。前作ネットゲーム88が文字と実写の写真中心だったのに対し、キャッチーなマンガ・アニメ風イラストを初めて前面に使用したことで、ゲームの認知度を高めた。中村はテーブルトーク版、小説版でも引き続きメインのイラストレーターを務めた。
小説やテーブルトークRPGなどから入ってきたファンの中には、蓬萊学園からプレイバイメールの存在を知った者も多く、蓬萊学園のコンテンツがプレイバイメール市場全体のユーザー人口増加に貢献した功績は大きい。

## 蓬萊学園系プレイバイメール
蓬萊学園を舞台にしたプレイバイメールは『ネットゲーム90　蓬萊学園の冒険!』だけではない。公式なものとして遊演体から認められている蓬萊系プレイバイメールがいくつか存在する。
- ネットゲーム90 蓬萊学園の冒険!（1990年、遊演体）
- ネットゲームS94 蓬萊学園の休日（1994年、遊演体）
- 蓬萊学園96（1996年、蓬萊学園FC）
- 蓬萊学園97〜Next Generation（1997年、蓬萊学園FC）

他にも同人ベースで多くの蓬萊学園系のプレイバイメールがいくつも行われている。

## メディア展開
上記のプレイバイメール以外にも、蓬萊学園を舞台とした作品が多数作られている。

### 小説
長編
- 蓬萊学園の初恋!（新城十馬、1991年）
- 蓬萊学園の犯罪!（上）（新城十馬、1992年）
- 蓬萊学園の犯罪!（下）（新城十馬、1992年）
- 蓬萊学園の魔獣!（上）（新城十馬、1993年）
- 蓬萊学園の魔獣!（下）（新城十馬、1994年）
- 蓬萊学園の革命!〈1〉（新城十馬、1996年）

アンソロジー短編集
- 弁天女子寮攻防戦（波多野とおる、賀東招二、玖条正文、一二三四郎、新城十馬、1994年）
- 蓬萊学園恋愛編－パーフェクト・ラブレター（新城十馬、賀東招二、雑破業、1996年）
- 蓬萊学園部活編－騎馬っていこう!（新城十馬、賀東招二、雑破業、1996年）
- 蓬萊学園転校編－香住の中の十万人（新城十馬、賀東招二、雑破業、1997年）

連載
- 蓬萊学園の揺動!（新城カズマ、「4Gamer.net」2025年5月 - ）

上記作品中、『蓬萊学園の革命!』は学園を揺るがす大きな変化が始まらんとするところで物語が終わっており、未完である。復刊ドットコムでも復刊だけでなく続刊をのぞむ声が多いが、アンケートハガキの戻りが少ないことなどにより売上見込みが立たないという理由から（ソースは第44回日本SF大会「HAMACON2」の企画における著者の発言）、富士見書房での刊行は現状難しいとされている。
またイラストは、長編は「初恋！」「犯罪！」「魔獣！」が中村博文、「革命！〈1〉」は美樹本晴彦が担当。短編集の場合、本文挿絵は作品によって担当イラストレーターも異なるが、表紙に限っては「弁天女子寮攻防戦」は中村博文、「恋愛編」「部活編」「転校編」は美樹本晴彦となっている。
短編集あとがきでは「蓬萊短編賞」と銘打って読者から短編の原稿を募集していたが、「蓬萊学園DX3」に一作が掲載された他は未発表である。

### 漫画
- 蓬萊学園の疾走!（米村孝一郎）

### その他書籍
- 試験に出る蓬萊学園!（竹内誠）新紀元社
  - なんでもかんでも蓬萊学園!（『試験に出る〜』の続編）
- 蓬萊学園ワールドツアー（新庄誠一郎）新紀元社
- 蓬萊学園108の謎（ゆうせぶん（伊豆平成2号、賀東招二）ソフトバンク
- 蓬萊学園イベントファイル - ワレ蓬萊ヲ強奪セリ!?（糸井賢一）新紀元社
- 蓬萊生活事典（遊演体）遊演体
- 蓬萊学園人名辞典（柳川房彦［監修］、遊演体（伊豆平成2号、他）新紀元社
- 蓬萊学園DX 1〜3（遊演体、賀東招二、他）ソフトバンク - 3号にて、4号の発刊予告もあったが発行されなかった。
- ネットゲームがよくわかる本（ゆうせぶん（遊演体）/角川スニーカー・G文庫）角川 - ネットゲーム（遊演体が使うPBMの名称）を紹介する例として、蓬萊学園を舞台としたPBM、N94S『蓬萊学園の休日!』をモデルに解説を行っている。

### テーブルトークRPG
- 蓬萊学園の冒険!!（基本セット）
- 蓬萊学園の放課後!!（サプリメントNo.1）
- 蓬萊学園の秘密!! 〜学園騎士の仮面〜（サプリメントNo.2）
- 蓬萊学園の探検!!（サプリメントNo.3）
- 蓬萊学園のついたて（ゲームマスター用スクリーン）
- 蓬萊学園の冒険!! 改訂版（基本セットに人間関係関連付けルールを強化）
上記6作品については、蓬萊学園の冒険!!を参照。
- 蓬萊学園RPG―蓬萊83分署（MAGIUSシステム対応版）

### 雑誌の読者参加企画
以下の三つはRPGマガジン（ホビージャパン刊）にて連載。
- 蓬萊学園の挑戦! 少女厳窟王奇譚（1990年5月号 - 1991年4月号）
- 最後に愛は勝つ!（1992年6月号 - 1993年5月号）
- 蓬萊学園の競宴!〜南海のカリアティード（1994年5月号 - 1995年4月号）

システム的には2作目の「最後に愛は勝つ!」のみプレイヤーキャラクターの男子生徒が、マドンナ役の女生徒（1回につき5人前後）にアタックするため過酷なゲームを競うという形式で、他の2つは用意された5人の登場人物の次回の行動を、参加者の投票によって決めるという形式になっている。
この他に、ソフトバンクより出版されていたゲーム雑誌『Theスーパーファミコン』にて、マンガや読者参加ページが設けられていた。上記の読者参加ゲームとは異なり、いわゆる「お便りコーナー」に近い形式だった。

### その他のゲーム
- 蓬萊学園カードゲーム がんばれ体育祭

### その他電子媒体
- 1996年 蓬萊学園の冒険!（Jウイング、スーパーファミコン用ソフト）
- 1999年 蓬萊学園の冒険!!〜南方発放課後メール（ハドソン）
- 蓬萊学園の冒険!!（iモード）

### ドラマCD
蓬萊学園の初恋!イメージ・アルバム（商品コード：PICA-1032）
1994年3月23日発売のドラマCD。企画・製作は株式会社ティーアップ。
小説『蓬萊学園の初恋!』をドラマ化しているものの、設定などは異なっている。